# Macrothamniella
Macrothamniella là một chi rêu trong họ Hypnaceae.